# Johannes Wolf
Johannes Wolf (ur. 17 kwietnia 1869 w Berlinie, zm. 25 maja 1947 w Monachium) – niemiecki muzykolog.

## Życiorys
W latach 1888–1892 studiował muzykologię na Uniwersytecie Berlińskim u Philippa Spitty i Heinricha Bellermanna, jednocześnie uczył się u Woldemara Bargiela w berlińskiej Hochschule für Musik. W 1893 roku uzyskał na Uniwersytecie w Lipsku pod kierunkiem Hugo Riemanna stopień doktora na podstawie pracy Ein anonymer Musiktraktat des 11. bis 12. Jahrhunderts. Pod koniec lat 90. XIX wieku odbył liczne podróże naukowe, zbierając i studiując materiały w najważniejszych bibliotekach europejskich. W latach 1899–1903 pełnił funkcję sekretarza Międzynarodowego Towarzystwa Muzykologicznego. Habilitował się w 1902 roku na Uniwersytecie Berlińskim na podstawie dysertacji Florenz in der Musikgeschichte des 14. Jahrhunderts, w tym samym roku objął na tej uczelni wykłady z historii muzyki. Od 1908 do 1927 roku wykładał w Berlin Akademie für Kirchen- und Schulmusik. Od 1915 roku był pracownikiem Preussische Staatsbibliothek w Berlinie i kierownikiem jej zbioru muzyki dawnej, w latach 1927–1934 kierował natomiast całym oddziałem zbiorów muzycznych. Od 1918 do 1926 roku był współwydawcą „Archiv für Musikwissenschaft”. Był jednym ze współzałożycieli Deutsche Musikgesellschaft (1917). W 1934 roku na znak protestu przeciwko polityce nazistów zrezygnował z zajmowanych stanowisk.
W swojej pracy badawczej zajmował się muzyką średniowiecza i renesansu. Opublikował podręcznik z zakresu paleografii muzycznej i trzytomową historię muzyki menzuralnej, jako pierwszy historyk muzyki podejmował głównie problemy notacji tabulaturowej. Był pierwszym badaczem, który opisał włoską muzykę okresu trecenta. Przygotował edycje źródłowe dzieł Heinricha Isaaca i Jacoba Obrechta.

## Wybrane prace
(na podstawie materiałów źródłowych)
- Geschichte der Mensuralnotation von 1250 bis 1460 nach theoretischen und praktischen Quellen (Lipsk 1904)
- Handbuch der Notationskunde (2 tomy, Lipsk 1913 i 1919)
- Musikalische Schrifttafeln (Lipsk 1922–1923, 2. wydanie 1927)
- Die Tonschriften (Wrocław 1924)
- Geschichte der Musik in allgemeinverstandlicher Form (3 tomy, Lipsk 1925–1929)